# 니나 아그달
니나 아그달(Nina Agdal, 1992년 3월 26일 ~ )은 덴마크의 모델, 배우이다.